# مرتب‌سازی با سنسور

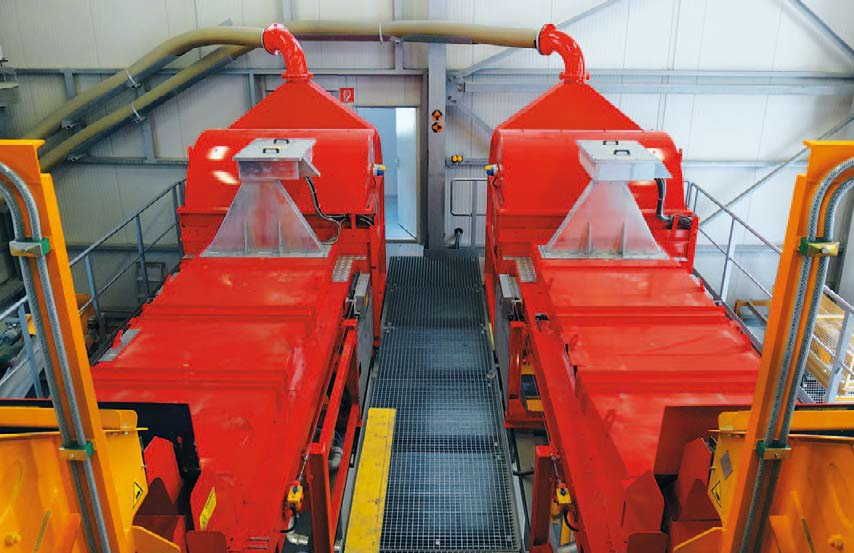
Parallel installation of two belt-type sensor-based ore sorters at Mittersill mine

مرتب‌سازی با سنسور، اصطلاح چتر برای تمام برنامه‌های کاربردی است که ذرات توسط یک تکنیک سنسورینگ به‌طور جدا از هم تشخیص داده می‌شوند و توسط یک فرایند مکانیکی، هیدرولیک یا پنوماتیک تقویت شده خارج می‌شوند.
این تکنیک به‌طور کلی در سه صنایع معدنی کاربرد دارد. بازیافت و پردازش مواد غذایی و استفاده در ذرات با محدوده اندازه بین ۰٫۵ و ۳۰۰ میلیمتر (۰٫۰۲۰ و ۱۱٫۸۱ اینچ). مرتب‌سازی یک تکنولوژی جداسازی ذرات است که بازدهی آن متناسب است با اندازه متوسط ذرات و وزن وارد شده به دستگاه.

## اصل کارکرد مرتب‌سازی بر اساس سنسور
زیر برنامه‌های اصلی مرتب‌سازی بر اساس سنسور عبارتند از تهیه مواد، ارائه مواد، تشخیص، پردازش داده‌ها و جدایی. تهویه مطبوع شامل تمام عملیاتی است که ذرات را برای تشخیص توسط حسگر تهیه می‌کند. مواد باید تمیز باشند تا همه سنسورهای نوری قادر به شناسایی ویژگی‌های نوری باشند. تهویه شامل غربالگری و تمیز کردن مواد خوراک است. هدف، جداسازی ذرات با بیشترین چگالی است که ایجاد یک لایه ایجاد می‌کنند.
پوششی ایجاد می‌شود که ذرات همدیگر را لمس نمی‌کنند و فاصله کافی با یکدیگر دارند که اجازه تشخیص و انتخاب هر ذره را به ما می‌دهد. دو نوع جدا کننده سنسوری وجود دارد: نوع تیغه ای و نوع با کمربند. برای هر دو نوع قدم اول این است که، ذرات را توسط یک فیدر ارتعاشی و پس از آن با یک کمربند سریع یا یک چوبه پخش می‌کنند. در نوع کمربند سنسور معمولاً ذرات را به صورت افقی تشخیص می‌دهد در حالی که آنها بر روی کمربند عبور می‌کنند. برای نوع تیغه ای تشخیص مواد معمولاً عمودی انجام می‌شود در حالی که ماده حسگر را در یک سقوط آزاد عبور می‌دهند. پردازش داده‌ها همزمان توسط کامپیوتر انجام می‌شود. این کامپیوتر نتیجه پردازش داده‌ها را به یک واحد خروجی فوق سریع منتقل می‌کند که با توجه به تصمیم مرتب‌سازی، ذره پس زده می‌شود یا اینکه اجازه عبور می‌گیرد.

## مرتب‌سازی با سنگ سنسور
مرتب‌سازی با سنگ سنسور اصطلاحی است که برای مرتب‌سازی با سنسور در صنعت معدن استفاده می‌شود؛ که تکنولوژی جداسازی ذرات درشتی معمولاً در محدوده اندازه ۲۵ تا ۱۰۰ میلیمتر (۰٫۹۸–۳٫۹۴ اینچ) می‌باشد. برای ایجاد یک محصول توده ای در فلزات آهنی، زغال سنگ یا مواد معدنی صنعتی یا برای خارج کردن زباله قبل از ورود به تنگناهای تولید و مراحل خرد سازی و تمرکز در این فرایند مرتب‌سازی با سنسور است. در اکثر فرایندهای استخراج معادن، ذرات بی‌ارزش از لحاظ اقتصادی و ارد مراحل سقوط، طبقه‌بندی و تمرکز سنتی می‌شوند. اگر مقدار مواد بی‌ارزش اقتصادی در موارد فوق تقریباً ۲۵٪ یا بیشتر باشد، پتانسیل خوبی داردکه مرتب‌سازی با سنگ سنسور یک گزینه فنی و مالی قابل قبول شود. با هزینه نسبتاً کم می‌توان ارزش افزوده بالا را به دست آورد به ویژه هنگامی که افزایش بهره‌وری از طریق پردازش پایین دست از خوراک درجه بالاتر و از طریق افزایش زیاد بازده در هنگام رد زباله‌های مضر.